# Zdeněk Stromšík
Zdeněk Stromšík (né le 25 novembre 1994 à Valašské Meziříčí) est un athlète tchèque, spécialiste du sprint.
Le 18 juillet 2018, il bat le record national du 100 m en 10 s 16, à Tábor. Il bat le record national du relais 4 x 100 m lors des Relais mondiaux 2019 puis lors AtletiCAGenève en 38 s 62.